# Campionato Primavera 2013-2014
Il Campionato Primavera TIM - Trofeo "Giacinto Facchetti" 2013-2014 è stata la 52ª edizione del Campionato Primavera.
Il detentore del trofeo era la Lazio.
Il Chievo si è laureato per la prima volta Campione d'Italia battendo in finale il Torino per 4-3 dopo i calci di rigore.

## Regolamento
Il Campionato Primavera si articola in tre fasi: gironi eliminatori, play-off di qualificazione alla fase finale, fase finale.
Le squadre sono suddivise in tre gironi di quattordici squadre. Le prime e le seconde classificate di ogni girone, per un totale di sei squadre, accedono direttamente alla fase finale. Le terze, le quarte e le due migliori quinte classificate si affrontano in due turni play-off ad eliminazione diretta per determinare le altre due squadre ammesse alla fase finale. La fase finale è suddivisa in tre turni in gara unica: quarti di finale, semifinali, finale. Le vincenti delle semifinali si contendono il titolo.

## Fase a gironi

### Girone A

#### Allenatori
| Squadra  | Allenatore                                                     |           | Squadra                                           | Allenatore      |
| -------- | -------------------------------------------------------------- | --------- | ------------------------------------------------- | --------------- |
| Bologna  | Francesco Baldini                                              |           | Novara                                            | Giacomo Gattuso |
| Carpi    | Maurizio Galantini & Gianluca Garzon                           | Parma     | Fausto Pizzi                                      |                 |
| Cesena   | Giuseppe Angelini                                              | Sampdoria | Enrico Chiesa                                     |                 |
| Empoli   | Mario Cecchi                                                   | Sassuolo  | Paolo Mandelli                                    |                 |
| Genoa    | Stefano Eranio (1ª-4ª) Ivan Jurić (5ª-26ª)                     | Siena     | Michele Mignani                                   |                 |
| Juventus | Andrea Zanchetta (1ª-19ª) Fabio Grosso (20ª-26ª e fase finale) | Spezia    | Davide Cei (1ª-15ª) Roberto Maltagliati (16ª-26ª) |                 |
| Modena   | Simone Barone                                                  | Torino    | Moreno Longo                                      |                 |

#### Classifica
| Pos. | Squadra   | Pt | G  | V  | N | P  | GF | GS | DR  |
| ---- | --------- | -- | -- | -- | - | -- | -- | -- | --- |
| 1.   | Torino    | 63 | 26 | 19 | 6 | 1  | 54 | 21 | +33 |
| 2.   | Juventus  | 48 | 26 | 15 | 3 | 8  | 54 | 36 | +18 |
| 3.   | Novara    | 48 | 26 | 15 | 3 | 8  | 45 | 43 | +2  |
| 4.   | Empoli    | 47 | 26 | 13 | 8 | 5  | 50 | 24 | +26 |
| 5.   | Sampdoria | 45 | 26 | 13 | 6 | 7  | 44 | 23 | +21 |
| 6.   | Parma     | 39 | 26 | 11 | 6 | 9  | 38 | 27 | +11 |
| 7.   | Bologna   | 38 | 26 | 10 | 8 | 8  | 31 | 28 | +3  |
| 8.   | Sassuolo  | 35 | 26 | 10 | 5 | 11 | 44 | 36 | +8  |
| 9.   | Spezia    | 34 | 26 | 9  | 7 | 10 | 32 | 37 | -5  |
| 10.  | Cesena    | 27 | 26 | 7  | 6 | 13 | 33 | 45 | -12 |
| 11.  | Genoa     | 25 | 26 | 6  | 7 | 13 | 25 | 35 | -10 |
| 12.  | Siena     | 21 | 26 | 5  | 6 | 15 | 28 | 52 | -24 |
| 13.  | Carpi     | 21 | 26 | 5  | 6 | 15 | 24 | 50 | -26 |
| 14.  | Modena    | 14 | 26 | 3  | 5 | 18 | 20 | 65 | -45 |

Legenda:

      Ammesse alla fase finale.
      Ammesse ai play-off.
Note:

Tre punti a vittoria, uno a pareggio, zero a sconfitta.

#### Risultati
| andata       | 1ª giornata      | ritorno      |
| 24 ago. 2013 |                  | 25 gen. 2014 |
| 2-0          | Bologna-Sassuolo | 2-0          |
| 1-0          | Carpi-Genoa      | 3-3          |
| 2-1          | Juventus-Spezia  | 4-4          |
| 0-5          | Modena-Empoli    | 1-4          |
| 0-4          | Novara-Torino    | 0-2          |
| 2-3          | Parma-Siena      | 2-1          |
| 2-2          | Sampdoria-Cesena | 1-2          |

| andata       | 4ª giornata      | ritorno      |
| 21 set. 2013 |                  | 22 feb. 2014 |
| 1-1          | Carpi-Bologna    | 1-0          |
| 2-3          | Cesena-Spezia    | 3-0          |
| 1-1          | Empoli-Sampdoria | 2-2          |
| 1-2          | Genoa-Parma      | 1-2          |
| 6-0          | Sassuolo-Modena  | 3-1          |
| 3-5          | Siena-Novara     | 0-2          |
| 3-2          | Torino-Juventus  | 1-0          |

| andata      | 7ª giornata      | ritorno      |
| 9 nov. 2013 |                  | 15 mar. 2014 |
| 0-1         | Bologna-Parma    | 0-0          |
| 1-1         | Cesena-Modena    | 1-0          |
| 0-0         | Empoli-Torino    | 0-1          |
| 3-1         | Juventus-Carpi   | 3-0          |
| 3-0         | Sampdoria-Novara | 1-2          |
| 4-0         | Sassuolo-Siena   | 1-0          |
| 2-0         | Spezia-Genoa     | 0-0          |

| andata       | 10ª giornata    | ritorno     |
| 30 nov. 2013 |                 | 5 apr. 2014 |
| 0-1          | Bologna-Novara  | 1-3         |
| 1-1          | Carpi-Siena     | 0-2         |
| 1-1          | Cesena-Sassuolo | 0-2         |
| 1-2          | Genoa-Torino    | 0-0         |
| 4-2          | Juventus-Modena | 4-1         |
| 0-1          | Parma-Sampdoria | 0-0         |
| 1-1          | Spezia-Empoli   | 0-5         |

| andata       | 13ª giornata      | ritorno     |
| 18 gen. 2014 |                   | 3 mag. 2014 |
| 1-0          | Empoli-Parma      | 1-0         |
| 0-1          | Modena-Carpi      | 1-1         |
| 0-1          | Novara-Juventus   | 1-1         |
| 4-0          | Sampdoria-Bologna | 1-3         |
| 1-1          | Sassuolo-Genoa    | 0-0         |
| 3-2          | Siena-Cesena      | 0-1         |
| 3-2          | Torino-Spezia     | 3-1         |

| andata       | 2ª giornata     | ritorno     |
| 31 ago. 2013 |                 | 1 feb. 2014 |
| 2-1          | Cesena-Juventus | 1-3         |
| 7-1          | Empoli-Novara   | 5-3         |
| 1-2          | Genoa-Modena    | 0-1         |
| 2-1          | Sassuolo-Parma  | 0-2         |
| 0-0          | Siena-Sampdoria | 0-4         |
| 2-1          | Spezia-Bologna  | 3-0         |
| 1-1          | Torino-Carpi    | 3-1         |

| andata       | 5ª giornata      | ritorno     |
| 28 set. 2013 |                  | 1 mar. 2014 |
| 1-0          | Bologna-Cesena   | 2-2         |
| 2-1          | Juventus-Genoa   | 2-3         |
| 2-0          | Modena-Novara    | 2-3         |
| 3-3          | Parma-Carpi      | 1-0         |
| 0-1          | Sampdoria-Torino | 2-4         |
| 0-1          | Sassuolo-Empoli  | 0-3         |
| 0-0          | Spezia-Siena     | 2-0         |

| andata       | 8ª giornata      | ritorno      |
| 16 nov. 2013 |                  | 22 mar. 2014 |
| 1-0          | Bologna-Juventus | 0-1          |
| 0-1          | Carpi-Empoli     | 2-1          |
| 1-0          | Genoa-Cesena     | 3-0          |
| 1-2          | Modena-Sampdoria | 0-4          |
| 1-1          | Novara-Sassuolo  | 3-2          |
| 1-0          | Parma-Spezia     | 1-2          |
| 2-0          | Torino-Siena     | 1-1          |

| andata      | 11ª giornata    | ritorno      |
| 7 dic. 2013 |                 | 12 apr. 2014 |
| 2-2         | Empoli-Bologna  | 1-1          |
| 0-4         | Modena-Parma    | 0-5          |
| 2-1         | Novara-Spezia   | 1-0          |
| 3-0         | Sampdoria-Genoa | 0-1          |
| 6-1         | Sassuolo-Carpi  | 2-0          |
| 1-4         | Siena-Juventus  | 1-3          |
| 4-2         | Torino-Cesena   | 3-1          |

| andata       | 3ª giornata        | ritorno      |
| 14 set. 2013 |                    | 15 feb. 2014 |
| 3-0          | Bologna-Siena      | 2-1          |
| 2-1          | Juventus-Empoli    | 2-1          |
| 0-3          | Modena-Torino      | 0-2          |
| 2-0          | Novara-Genoa       | 4-1          |
| 3-0          | Parma-Cesena       | 1-1          |
| 1-2          | Sampdoria-Sassuolo | 2-1          |
| 2-0          | Spezia-Carpi       | 2-1          |

| andata      | 6ª giornata     | ritorno     |
| 2 nov. 2013 |                 | 8 mar. 2014 |
| 0-1         | Carpi-Sampdoria | 0-4         |
| 0-0         | Genoa-Bologna   | 1-1         |
| 0-0         | Modena-Spezia   | 1-1         |
| 4-1         | Novara-Cesena   | 1-0         |
| 2-3         | Parma-Juventus  | 2-1         |
| 0-1         | Siena-Empoli    | 2-2         |
| 2-1         | Torino-Sassuolo | 4-2         |

| andata       | 9ª giornata       | ritorno      |
| 23 nov. 2013 |                   | 29 mar. 2014 |
| 3-1          | Cesena-Carpi      | 3-1          |
| 1-0          | Empoli-Genoa      | 0-1          |
| 2-2          | Novara-Parma      | 1-0          |
| 1-1          | Sampdoria-Spezia  | 2-0          |
| 1-3          | Sassuolo-Juventus | 3-3          |
| 2-0          | Siena-Modena      | 3-3          |
| 2-2          | Torino-Bologna    | 0-1          |

| andata       | 12ª giornata       | ritorno      |  |
| 14 dic. 2013 |                    | 26 apr. 2014 |  |
| 3-1          | Bologna-Modena     | 2-0          |  |
| 3-1          | Carpi-Novara       | 0-2          |  |
| 1-2          | Cesena-Empoli      | 1-1          |  |
| 1-2          | Genoa-Siena        | 4-2          |  |
| 0-1          | Juventus-Sampdoria | 0-1          |  |
| 0-2          | Parma-Torino       | 1-1          |  |
| 2-1          | Spezia-Sassuolo    | 0-2          |  |

### Girone B

#### Allenatori
| Squadra    | Allenatore        |                 | Squadra            | Allenatore       |
| ---------- | ----------------- | --------------- | ------------------ | ---------------- |
| Atalanta   | Valter Bonacina   |                 | Padova             | Massimo Storgato |
| Brescia    | Ivan Javorčić     | Pescara         | Federico Giampaolo |                  |
| Cagliari   | Vittorio Pusceddu | Ternana         | Roberto Borrello   |                  |
| Chievo     | Paolo Nicolato    | Udinese         | Luca Mattiussi     |                  |
| Cittadella | Luigi Capuzzo     | Varese          | Maurizio Ganz      |                  |
| Inter      | Salvatore Cerrone | Verona          | Massimo Pavanel    |                  |
| Milan      | Filippo Inzaghi   | Virtus Lanciano | Salvatore Alfieri  |                  |

#### Classifica
| Pos. | Squadra         | Pt | G  | V  | N | P  | GF | GS | DR  |
| ---- | --------------- | -- | -- | -- | - | -- | -- | -- | --- |
| 1.   | Chievo          | 58 | 26 | 18 | 4 | 4  | 59 | 29 | +30 |
| 2.   | Atalanta        | 54 | 26 | 17 | 3 | 6  | 57 | 31 | +26 |
| 3.   | Milan           | 51 | 26 | 15 | 6 | 5  | 60 | 31 | +29 |
| 4.   | Inter           | 50 | 26 | 14 | 8 | 4  | 54 | 33 | +21 |
| 5.   | Udinese         | 47 | 26 | 14 | 5 | 7  | 47 | 24 | +23 |
| 6.   | Brescia         | 41 | 26 | 11 | 8 | 7  | 47 | 38 | +9  |
| 7.   | Padova          | 39 | 26 | 10 | 9 | 7  | 35 | 31 | +4  |
| 8.   | Verona          | 35 | 26 | 9  | 8 | 9  | 45 | 37 | +8  |
| 9.   | Cagliari        | 35 | 26 | 11 | 2 | 13 | 37 | 37 | 0   |
| 10.  | Varese          | 33 | 26 | 9  | 6 | 11 | 37 | 46 | -9  |
| 11.  | Pescara         | 27 | 26 | 7  | 6 | 13 | 36 | 49 | -13 |
| 12.  | Ternana         | 20 | 26 | 4  | 8 | 14 | 31 | 59 | -28 |
| 13.  | Virtus Lanciano | 13 | 26 | 3  | 4 | 19 | 29 | 72 | -43 |
| 14.  | Cittadella      | 3  | 26 | 0  | 3 | 23 | 21 | 78 | -57 |

Legenda:

      Ammesse alla fase finale.
      Ammesse ai play-off.
Note:

Tre punti a vittoria, uno a pareggio, zero a sconfitta.

#### Risultati
| andata       | 1ª giornata              | ritorno      |
| 24 ago. 2013 |                          | 25 gen. 2014 |
| 1-0          | Atalanta-Padova          | 1-0          |
| 2-2          | Brescia-Inter            | 1-2          |
| 0-3          | Cittadella-Hellas Verona | 0-4          |
| 4-0          | Milan-Pescara            | 3-3          |
| 1-2          | Ternana-Chievo Verona    | 0-2          |
| 6-0          | Udinese-Virtus Lanciano  | 4-0          |
| 2-0          | Varese-Cagliari          | 1-4          |

| andata       | 4ª giornata             | ritorno      |
| 21 set. 2013 |                         | 22 feb. 2014 |
| 1-0          | Cagliari-Udinese        | 1-4          |
| 3-0          | Chievo-Pescara          | 3-0          |
| 1-5          | Cittadella-Brescia      | 0-3          |
| 1-1          | Inter-Atalanta          | 3-2          |
| 4-1          | Virtus Lanciano-Ternana | 2-2          |
| 1-0          | Padova-Varese           | 1-1          |
| 1-1          | Hellas Verona-Milan     | 1-2          |

| andata      | 7ª giornata              | ritorno      |
| 9 nov. 2013 |                          | 15 mar. 2014 |
| 2-3         | Cagliari-Inter           | 3-2          |
| 0-0         | Pescara-Cittadella       | 3-0          |
| 3-2         | Atalanta-Virtus Lanciano | 7-1          |
| 2-2         | Brescia-Varese           | 1-2          |
| 2-0         | Chievo Verona-Udinese    | 0-0          |
| 1-1         | Padova-Hellas Verona     | 2-1          |
| 2-0         | Milan-Ternana            | 2-0          |

| andata       | 10ª giornata          | ritorno     |
| 30 nov. 2013 |                       | 5 apr. 2014 |
| 0-1          | Brescia-Atalanta      | 0-1         |
| 2-2          | Ternana-Udinese       | 1-4         |
| 2-0          | Cagliari-Pescara      | 0-1         |
| 3-2          | Chievo Verona-Padova  | 1-1         |
| 3-0          | Milan-Cittadella      | 6-0         |
| 1-2          | Varese-Hellas Verona  | 3-3         |
| 2-3          | Virtus Lanciano-Inter | 2-3         |

| andata       | 13ª giornata                  | ritorno     |
| 18 gen. 2014 |                               | 3 mag. 2014 |
| 4-2          | Atalanta-Milan                | 2-2         |
| 2-3          | Cittadella-Cagliari           | 0-3         |
| 3-0          | Hellas Verona-Virtus Lanciano | 1-3         |
| 1-4          | Inter-Chievo Verona           | 3-2         |
| 0-0          | Padova-Brescia                | 3-0         |
| 4-4          | Pescara-Ternana               | 2-3         |
| 2-0          | Udinese-Varese                | 2-1         |

| andata       | 2ª giornata            | ritorno     |
| 31 ago. 2013 |                        | 1 feb. 2014 |
| 2-3          | Cagliari-Brescia       | 0-2         |
| 3-2          | Chievo Verona-Milan    | 2-4         |
| 3-1          | Hellas Verona-Udinese  | 1-3         |
| 3-0          | Inter-Cittadella       | 3-1         |
| 0-0          | Padova-Ternana         | 1-0         |
| 1-3          | Pescara-Atalanta       | 1-5         |
| 1-1          | Virtus Lanciano-Varese | 0-1         |

| andata       | 5ª giornata            | ritorno     |
| 28 set. 2013 |                        | 1 mar. 2014 |
| 3-0          | Milan-Cagliari         | 1-0         |
| 2-1          | Atalanta-Cittadella    | 2-1         |
| 1-1          | Brescia-Hellas Verona  | 3-1         |
| 6-0          | Chievo-Virtus Lanciano | 2-1         |
| 3-0          | Pescara-Padova         | 0-1         |
| 2-2          | Ternana-Varese         | 1-2         |
| 0-1          | Udinese-Inter          | 0-1         |

| andata       | 8ª giornata              | ritorno      |
| 16 nov. 2013 |                          | 22 mar. 2014 |
| 1-2          | Virtus Lanciano-Cagliari | 0-3          |
| 1-1          | Cittadella-Padova        | 2-5          |
| 0-0          | Hellas Verona-Pescara    | 1-2          |
| 1-1          | Ternana-Brescia          | 0-3          |
| 1-1          | Udinese-Atalanta         | 0-2          |
| 2-0          | Varese-Chievo Verona     | 0-1          |
| 0-2          | Inter-Milan              | 1-1          |

| andata      | 11ª giornata            | ritorno      |
| 7 dic. 2013 |                         | 12 apr. 2014 |
| 1-0         | Atalanta-Chievo Verona  | 0-1          |
| 1-4         | Cittadella-Ternana      | 3-4          |
| 2-0         | Hellas Verona-Cagliari  | 1-1          |
| 6-0         | Inter-Varese            | 1-1          |
| 2-0         | Pescara-Virtus Lanciano | 3-1          |
| 1-1         | Udinese-Brescia         | 3-0          |
| 0-5         | Padova-Milan            | 3-3          |

| andata       | 3ª giornata           | ritorno      |
| 14 set. 2013 |                       | 15 feb. 2014 |
| 3-1          | Atalanta-Cagliari     | 1-3          |
| 3-3          | Brescia-Chievo Verona | 1-3          |
| 2-0          | Milan-Virtus Lanciano | 1-1          |
| 1-3          | Pescara-Inter         | 1-1          |
| 0-3          | Ternana-Hellas Verona | 0-2          |
| 1-0          | Udinese-Padova        | 2-2          |
| 2-1          | Varese-Cittadella     | 3-2          |

| andata      | 6ª giornata              | ritorno     |
| 2 nov. 2013 |                          | 8 mar. 2014 |
| 1-2         | Cittadella-Chievo Verona | 0-4         |
| 2-3         | Hellas Verona-Atalanta   | 1-0         |
| 1-1         | Inter-Padova             | 0-1         |
| 0-0         | Ternana-Cagliari         | 0-1         |
| 2-0         | Udinese-Pescara          | 1-0         |
| 1-2         | Varese-Milan             | 2-3         |
| 3-3         | Virtus Lanciano-Brescia  | 2-3         |

| andata       | 9ª giornata            | ritorno      |
| 23 nov. 2013 |                        | 29 mar. 2014 |
| 3-2          | Brescia-Milan          | 1-0          |
| 0-4          | Pescara-Varese         | 5-0          |
| 5-0          | Atalanta-Ternana       | 3-4          |
| 1-2          | Cagliari-Chievo Verona | 1-2          |
| 1-2          | Cittadella-Udinese     | 1-3          |
| 2-1          | Inter-Hellas Verona    | 2-2          |
| 4-0          | Padova-Virtus Lanciano | 4-1          |

| andata       | 12ª giornata                | ritorno      |
| 14 dic. 2013 |                             | 26 apr. 2014 |
| 1-1          | Brescia-Pescara             | 4-3          |
| 3-0          | Cagliari-Padova             | 0-1          |
| 3-1          | Chievo Verona-Hellas Verona | 3-3          |
| 2-1          | Milan-Udinese               | 0-2          |
| 0-5          | Ternana-Inter               | 1-1          |
| 1-2          | Varese-Atalanta             | 2-1          |
| 4-1          | Virtus Lanciano-Cittadella  | 1-1          |

### Girone C

#### Allenatori
| Squadra     | Allenatore                                      |         | Squadra                                        | Allenatore                                                      |
| ----------- | ----------------------------------------------- | ------- | ---------------------------------------------- | --------------------------------------------------------------- |
| Avellino    | Antonio Aloisi (1ª-2ª) Claudio Luperto (3ª-26ª) |         | Lazio                                          | Alberto Bollini (1ª-12ª) Simone Inzaghi (13ª-26ª e fase finale) |
| Bari        | Francesco Passiatore                            | Livorno | Sergio Zanetti                                 |                                                                 |
| Catania     | Giovanni Pulvirenti                             | Napoli  | Giampaolo Saurini                              |                                                                 |
| Crotone     | Massimo D'Urso                                  | Palermo | Giovanni Bosi                                  |                                                                 |
| Fiorentina  | Leonardo Semplici                               | Reggina | Diego Zanin (1ª-12ª) Emilio Belmonte (13ª-26ª) |                                                                 |
| Juve Stabia | Mario Turi                                      | Roma    | Alberto De Rossi                               |                                                                 |
| Latina      | Marco Ghirotto                                  | Trapani | Luigi Garzya                                   |                                                                 |

#### Classifica
| Pos. | Squadra     | Pt | G  | V  | N | P  | GF | GS | DR  |
| ---- | ----------- | -- | -- | -- | - | -- | -- | -- | --- |
| 1.   | Lazio       | 67 | 26 | 21 | 4 | 1  | 79 | 27 | +52 |
| 2.   | Fiorentina  | 64 | 26 | 20 | 4 | 2  | 67 | 28 | +39 |
| 3.   | Roma        | 57 | 26 | 17 | 6 | 3  | 69 | 24 | +45 |
| 4.   | Palermo     | 46 | 26 | 13 | 7 | 6  | 55 | 36 | +19 |
| 5.   | Catania     | 42 | 26 | 13 | 3 | 10 | 37 | 27 | +10 |
| 6.   | Napoli      | 39 | 26 | 11 | 6 | 9  | 42 | 38 | +4  |
| 7.   | Livorno     | 34 | 26 | 10 | 4 | 12 | 45 | 44 | +1  |
| 8.   | Bari        | 32 | 26 | 9  | 5 | 12 | 44 | 44 | 0   |
| 9.   | Reggina     | 32 | 26 | 9  | 5 | 12 | 28 | 37 | -9  |
| 10.  | Juve Stabia | 30 | 26 | 8  | 6 | 12 | 39 | 45 | -6  |
| 11.  | Latina      | 24 | 26 | 6  | 6 | 14 | 36 | 60 | -24 |
| 12.  | Crotone     | 22 | 26 | 6  | 4 | 16 | 39 | 74 | -35 |
| 13.  | Trapani     | 15 | 26 | 4  | 3 | 19 | 24 | 69 | -45 |
| 14.  | Avellino    | 9  | 26 | 2  | 3 | 21 | 22 | 73 | -51 |

Legenda:

      Ammesse alla fase finale.
      Ammesse ai play-off.
Note:

Tre punti a vittoria, uno a pareggio, zero a sconfitta.

#### Risultati
| andata       | 1ª giornata          | ritorno      |
| 24 ago. 2013 |                      | 25 gen. 2014 |
| 0-1          | Bari-Catania         | 1-0          |
| 1-7          | Crotone-Roma         | 0-2          |
| 4-1          | Fiorentina-Palermo   | 0-0          |
| 3-0          | Juve Stabia-Avellino | 4-1          |
| 1-4          | Latina-Livorno       | 1-1          |
| 5-1          | Lazio-Napoli         | 1-1          |
| 2-0          | Reggina-Trapani      | 2-0          |

| andata       | 4ª giornata        | ritorno      |
| 21 set. 2013 |                    | 22 feb. 2014 |
| 2-4          | Catania-Fiorentina | 2-3          |
| 0-2          | Crotone-Bari       | 1-4          |
| 5-0          | Livorno-Reggina    | 1–2          |
| 1-1          | Napoli-Latina      | 3-0          |
| 3-0          | Palermo-Lazio      | 1-3          |
| 3-0          | Roma-Juve Stabia   | 1-1          |
| 3-0          | Trapani-Avellino   | 2-2          |

| andata      | 7ª giornata         | ritorno      |
| 9 nov. 2013 |                     | 15 mar. 2014 |
| 2-2         | Avellino-Roma       | 0-1          |
| 0-0         | Catania-Crotone     | 1-0          |
| 4-2         | Lazio-Latina        | 5-3          |
| 0-6         | Livorno-Fiorentina  | 2-3          |
| 1-1         | Palermo-Napoli      | 2-2          |
| 1-2         | Reggina-Bari        | 0-1          |
| 2-2         | Trapani-Juve Stabia | 2-4          |

| andata       | 10ª giornata     | ritorno     |
| 30 nov. 2013 |                  | 5 apr. 2014 |
| 1-2          | Avellino-Palermo | 0-1         |
| 0-2          | Fiorentina-Lazio | 1-1         |
| 1-1          | Juve Stabia-Bari | 2-0         |
| 5-1          | Livorno-Crotone  | 1-2         |
| 0-1          | Reggina-Catania  | 0-2         |
| 3-0          | Roma-Latina      | 5-0         |
| 0-2          | Trapani-Napoli   | 4-1         |

| andata       | 13ª giornata      | ritorno     |
| 18 gen. 2014 |                   | 3 mag. 2014 |
| 2-2          | Bari-Roma         | 0-3         |
| 1-0          | Catania-Livorno   | 6-1         |
| 1-3          | Crotone-Trapani   | 0-0         |
| 0-2          | Latina-Fiorentina | 2-2         |
| 4-0          | Lazio-Juve Stabia | 2-1         |
| 4-1          | Napoli-Avellino   | 4-0         |
| 0-0          | Palermo-Reggina   | 2-3         |

| andata       | 2ª giornata         | ritorno     |
| 31 ago. 2013 |                     | 1 feb. 2014 |
| 0-3          | Avellino-Reggina    | 0-0         |
| 4-2          | Catania-Latina      | 1-0         |
| 1-0          | Livorno-Juve Stabia | 0-1         |
| 4-2          | Napoli-Crotone      | 2-0         |
| 4-2          | Palermo-Bari        | 3-3         |
| 4-1          | Roma-Fiorentina     | 0-1         |
| 1-3          | Trapani-Lazio       | 0-6         |

| andata       | 5ª giornata            | ritorno     |
| 28 set. 2013 |                        | 1 mar. 2014 |
| 2-3          | Avellino-Crotone       | 1-5         |
| 1-2          | Bari-Latina            | 2-2         |
| 1-3          | Juve Stabia-Fiorentina | 2-3         |
| 4-0          | Lazio-Livorno          | 1-0         |
| 1-2          | Palermo-Catania        | 1-0         |
| 0-0          | Reggina-Napoli         | 1-0         |
| 1-6          | Trapani-Roma           | 0-3         |

| andata       | 8ª giornata         | ritorno      |
| 16 nov. 2013 |                     | 22 mar. 2014 |
| 3-0          | Bari-Trapani        | 4-0          |
| 1-6          | Crotone-Lazio       | 2-7          |
| 1-0          | Fiorentina-Avellino | 1-0          |
| 2-1          | Juve Stabia-Reggina | 2-3          |
| 2-1          | Latina-Palermo      | 3-7          |
| 3-0          | Napoli-Catania      | 0-2          |
| 3-3          | Roma-Livorno        | 1-0          |

| andata      | 11ª giornata       | ritorno      |
| 7 dic. 2013 |                    | 12 apr. 2014 |
| 1-2         | Bari-Livorno       | 0-1          |
| 1-2         | Catania-Roma       | 2-2          |
| 3-2         | Crotone-Reggina    | 1-2          |
| 2-2         | Latina-Juve Stabia | 0-2          |
| 9-2         | Lazio-Avellino     | 1-0          |
| 1-2         | Napoli-Fiorentina  | 0-3          |
| 6-0         | Palermo-Trapani    | 3-0          |

| andata       | 3ª giornata         | ritorno      |
| 14 set. 2013 |                     | 15 feb. 2014 |
| 1-6          | Avellino-Livorno    | 1-4          |
| 2-4          | Bari-Napoli         | 0-2          |
| 3-0          | Fiorentina-Trapani  | 3-1          |
| 1-2          | Juve Stabia-Palermo | 1-4          |
| 1-1          | Latina-Crotone      | 0-3          |
| 1-0          | Lazio-Catania       | 2-0          |
| 1-2          | Reggina-Roma        | 0-3          |

| andata      | 6ª giornata         | ritorno     |
| 2 nov. 2013 |                     | 8 mar. 2014 |
| 4-1         | Bari-Avellino       | 3-1         |
| 2-2         | Crotone-Palermo     | 1-2         |
| 2-0         | Fiorentina-Reggina  | 2-2         |
| 1-1         | Juve Stabia-Catania | 0-3         |
| 2-0         | Latina-Trapani      | 2-0         |
| 1-2         | Napoli-Livorno      | 1-1         |
| 1-2         | Roma-Lazio          | 2-3         |

| andata       | 9ª giornata        | ritorno      |
| 23 nov. 2013 |                    | 29 mar. 2014 |
| 2-0          | Catania-Avellino   | 1-2          |
| 1-6          | Crotone-Fiorentina | 2-5          |
| 3-0          | Latina-Reggina     | 1-2          |
| 4-3          | Lazio-Bari         | 1-1          |
| 3-1          | Livorno-Trapani    | 1-1          |
| 2-1          | Napoli-Juve Stabia | 1-0          |
| 0-2          | Palermo-Roma       | 2-2          |

| andata       | 12ª giornata        | ritorno      |
| 14 dic. 2013 |                     | 26 apr. 2014 |
| 1-4          | Avellino-Latina     | 3-0          |
| 4-1          | Fiorentina-Bari     | 2-1          |
| 1-1          | Juve Stabia-Crotone | 4-2          |
| 0-1          | Livorno-Palermo     | 1-3          |
| 0-0          | Reggina-Lazio       | 1-2          |
| 3-1          | Roma-Napoli         | 4-0          |
| 0-2          | Trapani-Catania     | 1-0          |

## Classifica marcatori
| Gol | Rigori |  | Giocatore        | Squadra    |
| --- | ------ |  | ---------------- | ---------- |
| 19  |        |  | Victor Da Silva  | Chievo     |
| 19  |        |  | Diego Frugoli    | Empoli     |
| 17  |        |  | Mattia Aramu     | Torino     |
| 16  |        |  | Ettore Gliozzi   | Sassuolo   |
| 15  |        |  | Emanuele Rovini  | Udinese    |
| 15  |        |  | Alessandro Gatto | Verona     |
| 15  |        |  | Luzaydio Bangu   | Fiorentina |
| 14  |        |  | Vito Leonetti    | Bari       |
| 13  |        |  | Marco Moras      | Udinese    |
| 13  |        |  | Alberto Cerri    | Parma      |

## Play-off
Le otto squadre che disputano i play-off sono accoppiate tra loro in un tabellone che prevede la disputa di sei gare a turno unico.
In ogni gara, le squadre meglio classificate nel girone eliminatorio hanno il diritto di disputare la partita in casa. Le due squadre vincenti le semifinali accedono alla fase finale.
La miglior terza sfiderà la seconda miglior quinta (incontro 1); la miglior quarta sfiderà la seconda miglior quarta (incontro 2); la seconda miglior terza sfiderà la miglior quinta (incontro 3); la peggior terza sfiderà la peggior quarta (incontro 4). Successivamente, la vincente dell'incontro 1 sfiderà la vincente dell'incontro 2, la vincente dell'incontro 3 sfiderà la vincente dell'incontro 4.

### Squadre partecipanti
- Roma - (miglior 3^)
- Milan - (seconda miglior 3^)
- Novara - (peggior 3^)
- Inter - (miglior 4^)
- Empoli - (seconda miglior 4^)
- Palermo - (peggior 4^)
- Udinese - (miglior 5^)
- Sampdoria - (seconda miglior 5^)

### Quarti di finale play-off
- Gare a turno unico: 7 maggio 2014.

| Squadra 1 | Risultato | Squadra 2 |
| --------- | --------- | --------- |
| Roma      | 2-0       | Sampdoria |
| Inter     | 3-0       | Empoli    |
| Milan     | 1-3       | Udinese   |
| Novara    | 0-1       | Palermo   |

### Semifinali play-off
- Gare a turno unico: 10 e 11 maggio 2014.

| Squadra 1 | Risultato | Squadra 2 |
| --------- | --------- | --------- |
| Roma      | 4-2       | Inter     |
| Palermo   | 3-2       | Udinese   |

## Fase finale
La fase finale del Campionato Primavera si è disputata dal 4 all'11 giugno 2014 a Rimini e Santarcangelo di Romagna.
Le società vincitrici dei gironi eliminatori e la miglior seconda in assoluto sono considerate teste di serie e non possono incontrarsi tra loro nei quarti di finale.
Le società teste di serie e le altre quattro società finaliste sono accoppiate fra loro mediante sorteggio libero, formando un tabellone che determina anche gli accoppiamenti delle semifinali.
Le vincenti delle semifinali si contendono nella finale il titolo di Campione d'Italia Primavera TIM 2013/2014 “Trofeo Giacinto Facchetti”.
In caso di parità al termine di ogni singola gara della fase finale, le squadre disputano due tempi supplementari della durata di 15' ciascuno.
Qualora, al termine del secondo tempo supplementare, il punteggio dell'incontro dovesse rimanere ancora in parità, si procede all'esecuzione dei calci di rigore.

### Squadre qualificate alla fase finale
Teste di serie
- Lazio  - 1ª classificata girone C (miglior prima)
- Torino  - 1ª classificata girone A (seconda miglior prima)
- Chievo  - 1ª classificata girone B (terza miglior prima)
- Fiorentina  - 2ª classificata girone C (miglior seconda)

Non teste di serie
- Atalanta  - 2ª classificata girone B (seconda miglior seconda)
- Juventus  - 2ª classificata girone A (terza miglior seconda)
- Roma  - 3ª classificata girone C (vincitrice Play-Off)
- Palermo  - 4ª classificata girone C (vincitrice Play-Off)

### Tabellone[3]
|  | Quarti di finale | Quarti di finale | Quarti di finale |              |            | Semifinali | Semifinali | Semifinali |  |  | Finale | Finale | Finale |  |
|  |                  |                  |                  |              |            |            |            |            |  |  |        |        |        |  |
|  | Lazio            | Lazio            | 3                |              |            |            |            |            |  |  |        |        |        |  |
|  | Lazio            | Lazio            | 3                |              |            |            |            |            |  |  |        |        |        |  |
|  | Roma             | Roma             | 2                |              |            |            |            |            |  |  |        |        |        |  |
|  | Roma             | Roma             | 2                |              | Lazio      | Lazio      | 3          |            |  |  |        |        |        |  |
|  |                  |                  |                  |              | Lazio      | Lazio      | 3          |            |  |  |        |        |        |  |
|  |                  |                  | Torino (dts)     | Torino (dts) | 4          |            |            |            |  |  |        |        |        |  |
|  | Atalanta         | Atalanta         | Torino (dts)     | Torino (dts) | 4          | 2          |            |            |  |  |        |        |        |  |
|  | Atalanta         | Atalanta         |                  |              |            |            |            |            |  |  |        |        |        |  |
|  | Torino           | Torino           | 3                |              |            |            |            |            |  |  |        |        |        |  |
|  | Torino           | Torino           | 3                |              | Torino     | Torino     | 0 (3)      |            |  |  |        |        |        |  |
|  |                  |                  |                  |              |            |            |            |            |  |  |        |        |        |  |
|  |                  |                  | Chievo (dtr)     | Chievo (dtr) | 0 (4)      |            |            |            |  |  |        |        |        |  |
|  | Fiorentina (dtr) | Fiorentina (dtr) | Chievo (dtr)     | Chievo (dtr) | 0 (4)      | 2 (7)      |            |            |  |  |        |        |        |  |
|  | Fiorentina (dtr) | Fiorentina (dtr) |                  |              |            |            |            |            |  |  |        |        |        |  |
|  | Palermo          | Palermo          | 2 (6)            |              |            |            |            |            |  |  |        |        |        |  |
|  | Palermo          | Palermo          | 2 (6)            |              | Fiorentina | Fiorentina | 3 (5)      |            |  |  |        |        |        |  |
|  |                  |                  |                  |              | Fiorentina | Fiorentina | 3 (5)      |            |  |  |        |        |        |  |
|  |                  |                  | Chievo (dtr)     | Chievo (dtr) | 3 (6)      |            |            |            |  |  |        |        |        |  |
|  | Juventus         | Juventus         | Chievo (dtr)     | Chievo (dtr) | 3 (6)      | 0          |            |            |  |  |        |        |        |  |
|  | Juventus         | Juventus         |                  |              |            |            |            |            |  |  |        |        |        |  |
|  | Chievo           | Chievo           | 1                |              |            |            |            |            |  |  |        |        |        |  |

### Incontri

#### Quarti di finale
| Arbitro: | Rapuano (Rimini) |

|                                       |           |                       |
| Elez 37’ (rig.) Minala 58’ Murgia 81’ | Marcatori | 29’ Taviani 10’ Adamo |

| Arbitro: | Sacchi (Macerata) |

|                        |           |                                   |
| Cavagna 36’ Varano 44’ | Marcatori | 43’ Coccolo 79’ Ientile 86’ Gyasi |

| Arbitro: | Di Martino (Teramo) |

|                                                     |                      |                                                                   |
| Gondo 57’ Empereur 72’                              | Marcatori            | 7’ Malele 77’ Monteleone                                          |
| Empereur Bangu Fazzi Ansini Gondo Madrigali Peralta | Tiri di rigore 7 – 6 | Malele Bentivegna Fiordilino Cucchiara Accardi Monteleone Aquadro |

| Arbitro: | Pelagatti (Arezzo) |

|  |           |           |
|  | Marcatori | 24’ Alimi |

#### Semifinali
| Arbitro: | Piccinini (Forlì) |

|                                  |           |                                          |
| Oikonomidis 27’, 38’ Palombi 49’ | Marcatori | 6’, 18’ Aramu 30’ (aut.) Seck 116’ Morra |

| Arbitro: | Tardino (Milano) |

|                                                |                      |                                         |
| Madrigali 54’, 93’ Fazzi 73’ (rig.)            | Marcatori            | 37’ Alimi 81’ Yamga 109’ (aut.) Berardi |
| Empereur Bangu Fazzi Peralta Gondo Petriccione | Tiri di rigore 5 – 6 | Da Silva Yamga Gatto Troiani Sanè Magri |

#### Finale
| Arbitro: | Marini (Roma) |

|                                |                      |                            |
| Gyasi Rosso Aramu Barale Morra | Tiri di rigore 3 – 4 | Costa Brunetti Gatto Yamga |

### Rosa campione d'Italia
| N. |                       | Ruolo | Calciatore         |
| -- | --------------------- | ----- | ------------------ |
| 1  | Italia (bandiera)     | P     | Simone Moschin     |
| 2  | Italia (bandiera)     | D     | Demetrio Steffè    |
| 3  | Italia (bandiera)     | D     | Filippo Costa      |
| 4  | Italia (bandiera)     | D     | Edoardo Ronca      |
| 5  | Italia (bandiera)     | D     | Kevin Magri        |
| 6  | Montenegro (bandiera) | C     | Idriz Toškić       |
| 7  | Italia (bandiera)     | D     | Michele Troiani    |
| 8  | Italia (bandiera)     | C     | Matteo Messetti    |
| 9  | Francia (bandiera)    | A     | Arthur Yamga       |
| 10 | Italia (bandiera)     | C     | Massimiliano Gatto |
| 11 | Italia (bandiera)     | C     | Davide Bianchi     |
| 12 | Italia (bandiera)     | P     | Giuliano Picco     |
| 13 | Italia (bandiera)     | D     | Simone Aldrovandi  |
| 14 | Polonia (bandiera)    | A     | Patryk Parol       |

| N. |                               | Ruolo | Calciatore            |
| -- | ----------------------------- | ----- | --------------------- |
| 15 | Algeria (bandiera)            | A     | Ismail Haddou         |
| 16 | Polonia (bandiera)            | C     | Damian Rasak          |
| 17 | Italia (bandiera)             | C     | Lorenzo Marchionni    |
| 18 | Italia (bandiera)             | C     | Luca Bertoldi         |
| 19 | Italia (bandiera)             | D     | Gabriele Zamboni      |
| 20 | Italia (bandiera)             | D     | Michelangelo Bertoldi |
| 21 | Brasile (bandiera)            | A     | Victor Da Silva       |
| 22 | Macedonia del Nord (bandiera) | A     | Isnik Alimi           |
| 23 | Italia (bandiera)             | D     | Domenico Brunetti     |
| 24 | Senegal (bandiera)            | C     | Malick Mbaye          |
| 25 | Italia (bandiera)             | D     | Ansoumana Sané        |
| 26 | Slovenia (bandiera)           | P     | Grega Sorčan          |
| 27 | Italia (bandiera)             | D     | Manuel Puntar         |

All.: Paolo Nicolato